# 荷蘭堤防戰役
阿夫鲁戴克大堤戰役是一場第二次世界大戰德國陸軍於1940年5月企圖攻占大壩的戰鬥，以德軍失敗告終。如果德國人攻占了堤防，他們就可從北方攻取整個北荷蘭。平民的傷亡可能是極大的。荷軍是由克里斯提安·波爾將軍指揮，而德軍則是由庫爾特·費爾德將軍指揮。

## 來源
1. 1 2 3 4  .   [2009-07-22]. （原始内容存档于2022-07-04）.

- Dutch history site （页面存档备份，存于）